# Pošechonskij rajon
Il Pošechonskij rajon (in russo Пошехонский район?) è un rajon dell'Oblast' di Jaroslavl', nella Russia europea; il capoluogo è Pošechon'e. Ricopre una superficie di 4.400 chilometri quadrati.